# De Korenbloem (Ophoven)
De Korenbloem was een windmolen in het Belgisch dorp Ophoven. De bakstenen beltmolen van het bovenkruierstype werd vermoedelijk in 1806 gebouwd.
Boven in de molen bevindt zich een balk met de inscriptie “Linsen A. Waetfuct 1806”.
In 1940 werd er voor het laatst gemalen en begon de windmolen te vervallen. In 1950 bleef nog maar één wiek over. Sindsdien heeft men het verval niet kunnen stoppen. De molenromp werd bij koninklijk besluit van 20 december 1974 beschermd.